# Muzi Epifani
Maria Luisa Gabriella Epifani, dite Muzi Epifani (18 mars 1935, Benghazi - 12 février 1984, Rome) était une écrivaine et poétesse italienne.

## Biographie
Elle poursuit ses études en littérature et philosophie aux universités de Heidelberg et de Rome La Sapienza, où elle est diplômée en philosophie esthétique sous la tutelle d'Emilio Garroni. Elle est particulièrement influencée par l'herméneutique de Hans-Georg Gadamer et la recherche anthropologique d'Ernesto De Martino, avec qui elle collabore sur plusieurs missions dans les régions de la Lucanie et du Salento. Parmi ses condisciples à l'Université de Rome, se trouvent Alex Duran (à qui elle dédie son romain Pazzi & creature), Gabriele Giannantoni, Enzo Siciliano et Franco Voltaggio.
Elle est l'une des premières écrivains italiennes à s’intéresser à l'écriture féminine avec Natalia Ginzburg, Dacia Maraini, Gabriella Sobrino, Biancamaria Frabotta et Angiola Sacripante.  Elle lit assidûment les œuvres des femmes de lettres anglaises, comme Katherine Mansfield et surtout Virginia Woolf. Le favori de son auteur, cependant, était Marcel Proust, qui a consacré sa thèse.
Au cours de sa vie professionnelle, Muzi Epifani écrit pour de divers journaux, y compris L'Unità, L'Avanti! et Paese Sera. Écologiste convaincue, elle tient dans le journal Il Globo une rubrique pionnière sur la protection des paysages et de l'environnement intitulée “Article 9”, en référence à la Constitution de la République italienne (« La République favorise le développement de la culture et de la recherche scientifique et technologique , et protège le paysage et le patrimoine historique et artistique de la Nation »). Elle intègre aussi l’équipe de la RAI, le principal groupe audiovisuel public italien, où elle écrit sur le théâtre, les spectacles et la littérature.
Avec la comédie La fuga (L'Évasion), elle remporte le Prix du Jeune Théâtre en 1976. Dans cette œuvre sarcastique, Epifani tisse une histoire personnelle avec un débat politique de l'époque sur la loi sur l'avortement. L'auteur dénonce l'hypocrisie italienne qui permet que l'avortement s’effectue en privé mais qui en même temps est fortement condamné en public. Le comédie a été réédité en 2015 avec une préface de l'écrivain et cinéaste italien Cristina Comencini.
La pensée féministe qui se retrace dans son œuvre est marquée par un éloge de la différence plutôt que l'uniformité.

## Curiosités
Comme le rappelle la poète Gabriella Sobrino, Muzi Epifani était toujours « entourée de ses enfants ». Elle décrit les nuits que les deux passaient ensemble à travailler après avoir « finalement réussi à mettre les enfants au lit qui nous tournaient autour comme des chiots festifs dans leurs pyjamas colorés ».
Elle est la mère de la réalisatrice Francesca Archibugi et de l’économiste et théoricien politique Daniele Archibugi, professeur à l'Université de Londres.

## Œuvres

### Fiction et poésie
- Cloto. Poesie, Antonio Lalli Éditeur, Poggibonsi, 1977.
- Infanzia di una casalinga emancipata, Prospetti, XII/48, Décembre 1977.
- Pazzi & creature, Rebellato, Venise, 1982.
- L’adulterio. Il lato comico. "Nuovi Argomenti!”, n. 16, Octobre-Décembre 1985.

### Théâtre
- La fuga, Rome, 1976. Réédité par La Mongolfiera Editrice e Spettacoli, Doria di Cassano Jonio, 2015  (ISBN 978-88-96254-99-8).
- Avec Francesca Pansa, Di madre in madre, Teatro della Maddalena, Rome, 1979.
- Avec Gabriella Sobrino, Flou, Rome.
- Avec Gabriella Sobrino, Contrada lunare, Rome.

### Traductions
- Margaret Mead, Maschio e femmina, Il Saggiatore, Milan, 1962.
- James H. Leuba, Psicologia del misticismo, Feltrinelli, Milan, 1960.